# 百瀬房徳
百瀬 房徳（ももせ ふさのり、1942年4月 - ）は、日本の会計学者。明治大学（商学修士、経営学博士）。獨協大学名誉教授 。専門は会計、経営分析。

## 略歴
- 昭和43年（1968年） 明治大学商学部卒業
- 昭和49年（1974年） 明治大学大学院商学研究科博士課程修了。
- 昭和49年（1974年） 獨協大学経済学部専任講師。平成元年（1989年）7月から平成2年（1990年）8月まで、ドイム・マンハイム大学で長期研修。
- 平成12年（2000年） 経営学博士。

## 著書

### 単著
- 会計学の諸相
- 入門経営分析
- 貸借対照表法の生成史（日本会計史学会賞受賞・獨協大学学術奨励賞受賞）
- 体系 複式簿記

### 主な共著
- （会田一雄, 中村泰将）『現代簿記精説』（中央経済社, 1986年）

## 論文
- ロイヒスと彼の著作―簿記・会計に関連して― 単著 2007年11月 『獨協経済』第84号、獨協大学
- 公正価値会計の成熟 単著 2007年03月 『獨協経済』第83号、獨協大学
- 公正価値会計の到来 共著 2006年02月 『獨協経済』第81号、獨協大学
- 会計制度創始期における評価 共著 2004年03月 『獨協経済』第78号、獨協大学
- マーゲルセンにおける損益勘定 共著 2001年09月 『獨協経済』第74号、獨協大学
- 財産目録の位置付け 共著 2001年05月 会計5月号 森山書店
- 18世紀におけるドイツ会計の生成とその背景 単著 1998年01月 『獨協経済』第67号
- サヴァリーよりルドヴィシに伝えられた二つの財産目録 単著 1997年11月 『獨協経済』第66号
- ルドヴィシの簿記 単著 1997年04月 『獨協経済』第65号
- プロイセン一般国法の会計規定の生成過程 単著 1997年03月 会計史学会『会計史』
- マーゲルセンの簿記 単著 1997年01月 『獨協経済』第64号

## 所属学会
- 日本会計研究学会
- 日本会計史学会
- 国際会計研究学会
- 日本簿記学会

## 影響を受けた人物
- 平林力平林力税理士事務所
- 北村政則北村会計事務所
- 南伸一公認会計士
- 荒井堅一
- 長澤一博公認会計士
- 根本奈保子税理士
- 日高水脈生
- 勢〆健一税理士

## その他活動
- 獨協大学硬式野球部部長
- 首都大学野球連盟評議員